# San Juan Huactzinco
San Juan Huactzinco är en ort i Mexiko.   Den ligger i kommunen San Juan Huactzinco och delstaten Tlaxcala, i den sydöstra delen av landet, 90 km öster om huvudstaden Mexico City. San Juan Huactzinco ligger 2 217 meter över havet och antalet invånare är 6 687.
Terrängen runt San Juan Huactzinco är huvudsakligen platt, men österut är den kuperad. Runt San Juan Huactzinco är det tätbefolkat, med 709 invånare per kvadratkilometer. Närmaste större samhälle är Cholula, 19,4 km söder om San Juan Huactzinco. Omgivningarna runt San Juan Huactzinco är en mosaik av jordbruksmark och naturlig växtlighet.